# Brackley (ort i Kanada)
Brackley är en ort i Kanada.   Den ligger i provinsen Prince Edward Island, i den östra delen av landet, 1 000 km öster om huvudstaden Ottawa. Brackley ligger 32 meter över havet och antalet invånare är 340.
Terrängen runt Brackley är platt. Närmaste större samhälle är Charlottetown, 9,2 km söder om Brackley. 
Runt Brackley är det ganska tätbefolkat, med 111 invånare per kvadratkilometer.